# E3 Harelbeke 2013
E3 Harelbeke 2013 (også kendt som E3-Prijs Vlaanderen) var den 56. udgave af det belgiske cykelløb E3 Prijs Vlaanderen. Løbet blev kørt fredag den 22. marts 2013 med start og mål i Harelbeke i Vestflandern. Det var løb nummer 6 ud af 29 i UCI World Tour 2013.

## Deltagende hold
Fordi E3 Harelbeke er en del af UCI World Tour, var alle 18 UCI ProTour-hold automatisk inviteret og forpligtet til at sende et hold. Derudover inviterede ASO et antal hold fra lavere rækker.
| UCI ProTour-hold: - Ag2r-La Mondiale (ALM) - Argos-Shimano (ARG) - Astana Pro Team (AST) - Belkin Pro Cycling (BEL) - BMC Racing Team (BMC) - Cannondale (CAN) - Euskaltel-Euskadi (EUS) - FDJ (FDJ) - Garmin-Sharp (GRM) | 0 - Lampre-Merida (LAM) - Lotto-Belisol (LTB) - Movistar Team (MOV) - Omega Pharma-Quick Step (OPQ) - Orica-GreenEDGE (OGE) - RadioShack-Leopard (RLT) - Team Saxo-Tinkoff (SAX) - Team Sky (SKY) - Vacansoleil-DCM (VCD) - Team Katusha (KAT) |  |

## UCI World Tour
E3 Harelbeke er i kategori 4 på UCI World Tour 2013 og giver følgende point til det samlede årsresultat:
| Placering         |    |    |    | 4  | 5  | 6  | 7  | 8  | 9 | 10 |
| Samlet klassement | 80 | 60 | 50 | 40 | 30 | 22 | 14 | 10 | 6 | 2  |

## Resultat
|    | Rytter                     | Hold                    | Tid        |
| -- | -------------------------- | ----------------------- | ---------- |
| 1  | Fabian Cancellara (SUI)    | RadioShack-Leopard      | 5h 08' 28" |
| 2  | Peter Sagan (SVK)          | Cannondale              | + 1' 04"   |
| 3  | Daniel Oss (ITA)           | BMC Racing Team         | + 1' 04"   |
| 4  | Geraint Thomas (GBR)       | Team Sky                | + 1' 04"   |
| 5  | Sebastian Langeveld (NED)  | Orica-GreenEDGE         | + 1' 08"   |
| 6  | Sylvain Chavanel (FRA)     | Omega Pharma-Quick Step | + 1' 08"   |
| 7  | Tom Boonen (BEL)           | Omega Pharma-Quick Step | + 2' 15"   |
| 8  | Luca Paolini (ITA)         | Team Katusha            | + 2' 15"   |
| 9  | Edvald Boasson Hagen (NOR) | Team Sky                | + 2' 15"   |
| 10 | Sébastien Turgot (FRA)     | Europcar                | + 2' 15"   |